# Athyreus bellator
Athyreus bellator är en skalbaggsart som beskrevs av John Obadiah Westwood 1848. Athyreus bellator ingår i släktet Athyreus och familjen Bolboceratidae. Inga underarter finns listade.